# Diócesis de Tanga
La diócesis de Tanga (en latín: Dioecesis Tangaen(sis), en inglés: Roman Catholic Diocese of Tanga y en suajili: Jimbo katoliki la Tanga) es una circunscripción eclesiástica latina de la Iglesia católica en Tanzania, sufragánea de la arquidiócesis de Dar es-Salam. La diócesis es sede vacante desde el 20 de diciembre de 2020. 

## Territorio y organización
La diócesis tiene 27 348 km² y extiende su jurisdicción sobre los fieles católicos de rito latino residentes en la región de Tanga.
La sede de la diócesis se encuentra en la ciudad de Tanga, en donde se halla la Catedral de San Antonio.
En 2020 en la diócesis existían 34 parroquias.

## Historia
La prefectura apostólica de Tanga fue erigida el 18 de abril de 1950 con la bula Amplissima plerumque del papa Pío XII, obteniendo el territorio del vicariato apostólico de Kilimanjaro (hoy diócesis de Moshi).
El 24 de febrero de 1958 la prefectura apostólica fue elevada a diócesis con la bula Qui idcirco del papa Pío XII.

## Estadísticas
De acuerdo al Anuario Pontificio 2021 la diócesis tenía a fines de 2020 un total de 263 730 fieles bautizados.
| Año                                                                             | Población            | Población | Población      | Sacerdotes | Sacerdotes    | Sacerdotes    | Bautizados por sacerdote | Diáconos permanentes | Religiosos | Religiosos | Parroquias |
| Año                                                                             | Bautizados católicos | Total     | % de católicos | Total      | Clero secular | Clero regular | Bautizados por sacerdote | Diáconos permanentes | Varones    | Mujeres    | Parroquias |
| ------------------------------------------------------------------------------- | -------------------- | --------- | -------------- | ---------- | ------------- | ------------- | ------------------------ | -------------------- | ---------- | ---------- | ---------- |
| 1950                                                                            | 14 000               | 461 613   | 3.0            | 14         |               | 14            | 1000                     |                      |            |            | 5          |
| 1970                                                                            | 43 481               | 771 739   | 5.6            | 37         | 4             | 33            | 1175                     |                      | 37         | 115        | 15         |
| 1980                                                                            | 75 000               | 1 077 000 | 7.0            | 44         | 15            | 29            | 1704                     |                      | 42         | 212        | 21         |
| 1990                                                                            | 90 017               | 1 362 220 | 6.6            | 64         | 31            | 33            | 1406                     |                      | 48         | 354        | 27         |
| 1999                                                                            | 162 979              | 1 821 347 | 8.9            | 69         | 43            | 26            | 2362                     |                      | 34         | 421        | 27         |
| 2000                                                                            | 166 429              | 1 859 647 | 8.9            | 76         | 49            | 27            | 2189                     |                      | 41         | 428        | 27         |
| 2001                                                                            | 170 945              | 1 857 060 | 9.2            | 74         | 48            | 26            | 2310                     |                      | 40         | 428        | 27         |
| 2002                                                                            | 173 776              | 1 860 003 | 9.3            | 70         | 47            | 23            | 2482                     |                      | 37         | 441        | 30         |
| 2003                                                                            | 200 000              | 1 900 000 | 10.5           | 66         | 45            | 21            | 3030                     |                      | 43         | 429        | 33         |
| 2004                                                                            | 180 000              | 1 650 000 | 10.9           | 74         | 51            | 23            | 2432                     |                      | 40         | 442        | 33         |
| 2010                                                                            | 229 301              | 1 825 000 | 12.6           | 84         | 56            | 28            | 2729                     |                      | 57         | 496        | 31         |
| 2014                                                                            | 240 000              | 2 058 000 | 11.7           | 88         | 55            | 33            | 2727                     |                      | 55         | 510        | 34         |
| 2017                                                                            | 253 376              | 2 200 000 | 11.5           | 94         | 62            | 32            | 2695                     |                      | 57         | 717        | 34         |
| 2020                                                                            | 263 730              | 2 282 000 | 11.6           | 94         | 56            | 38            | 2805                     |                      | 54         | 771        | 34         |
| Fuente: Catholic-Hierarchy, que a su vez toma los datos del Anuario Pontificio. |                      |           |                |            |               |               |                          |                      |            |            |            |

## Episcopologio
- Eugéne Cornelius Arthurs, I.C. † (9 de junio de 1950-15 de diciembre de 1969 renunció[4])
- Maurus Gervase Komba † (15 de diciembre de 1969-18 de enero de 1988 renunció)
- Telesphore Mkude (18 de enero de 1988-5 de abril de 1993 nombrado obispo de Morogoro)
- Anthony Mathias Banzi † (10 de junio de 1994-20 de diciembre de 2020 falleció)
  - Sede vacante, desde 2020